# エヴリバディ・ノウズ (スティルス&コリンズのアルバム)
『エヴリバディ・ノウズ』 (Everybody Knows) は「スティルス＆コリンズ」名義でスティーヴン・スティルスとジュディ・コリンズによるアルバム。かつての恋人同士であり、長年の友人による初めての共作となる。このアルバムはPledgeMusicでのクラウドファンディングによって資金を調達した。

## 背景
1968年から69年にかけて、スティルスとコリンズは恋愛関係にあった。スティルスは「組曲: 青い眼のジュディ」や「ジュディ」に代表されるジュディについての数曲を作った。スティルスがコリンズのいくつものレコーディングの際に演奏しているにもかかわらず、デュエットで録音したり、ステージで一緒にパフォーマンスすることはなかった。スティルスは自身とコリンズが「……長年に渡って一緒にレコードを作るかどうかについて話し合ってきたが、会話がまごついていた」と語り、最終的に『エヴリバディ・ノウズ』をリリースして、ツアーに出ることになった。

## リリース
『エヴリバディ・ノウズ』は2017年9月22日にリリースされ、ビルボード200チャートに195位で登場した。

## 収録曲
| #         | タイトル                                             | 作詞・作曲                                                                       | 時間  |
| --------- | ---------------------------------------------------- | -------------------------------------------------------------------------------- | ----- |
| 1.        | 「ハンドル・ウィズ・ケア Handle with Care」          | ボブ・ディラン、ジェフ・リン、トム・ペティ、ジョージ・ハリスン、ロイ・オービソン | 3:43  |
| 2.        | 「ソー・ビギンズ・ザ・タスク So Begins the Task」    | スティーヴン・スティルス                                                         | 3:35  |
| 3.        | 「リバー・オブ・ゴールド River of Gold」             | ジュディ・コリンズ                                                               | 3:36  |
| 4.        | 「ジュディ Judy」                                    | スティルス                                                                       | 4:02  |
| 5.        | 「エヴリバディ・ノウズ Everybody Knows」             | レナード・コーエン、Sharon Robinson                                              | 5:26  |
| 6.        | 「ハウセズ Houses」                                  | コリンズ                                                                         | 4:36  |
| 7.        | 「リーズン・トゥ・ビリーヴ Reason to Believe」       | Tim Hardin                                                                       | 2:57  |
| 8.        | 「北国の少女 Girl from the North Country」           | ディラン                                                                         | 3:26  |
| 9.        | 「時の流れを誰が知る Who Knows Where the Time Goes」 | サンディ・デニー                                                                 | 5:40  |
| 10.       | 「問い Questions」                                   | スティルス                                                                       | 3:44  |
| 合計時間: | 合計時間:                                            | 合計時間:                                                                        | 40:45 |

## パーソネル
スティルス＆コリンズ
- スティーヴン・スティルス — ヴォーカル、ギター
- ジュディ・コリンズ — ヴォーカル、ギター

その他のミュージシャン
- トニー・ベアード — ドラムス
- マーヴィン・エツィオーニ — マンドリン、マンドチェロ（「エヴリバディ・ノウズ」）
- ケヴィン・マコーミック — ベース
- ラッセル・ウォールデン — ピアノ、オルガン

制作
- プロデューサー — アラン・シルヴァーマン、コリンズ、エツィオーニ、スティルス
- 製作総指揮 — キャサリン・デボール
- エンジニア — アレックス・ウィリアム
- ミキシング — シルヴァーマン、マイケル・コラブ、マイク・ティアーニー、ポール・ロルニック
- マスタリング — エレーニ・マルタス